# Anton Springer

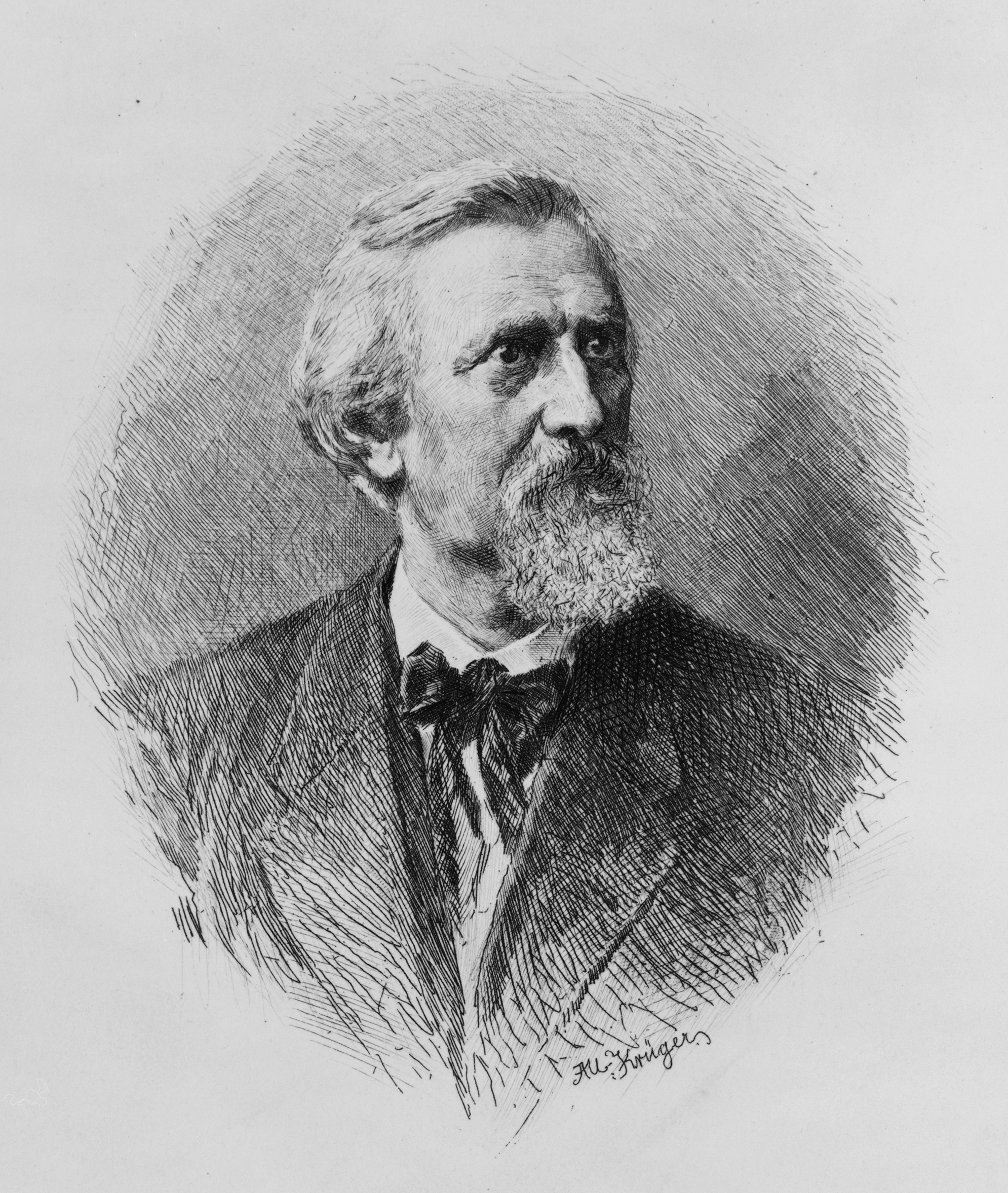
Anton Heinrich Springer.

Anton Heinrich Springer (ur. 13 lipca 1825 w Pradze, zm. 31 maja 1891 w Lipsku) – niemiecki pisarz i historyk sztuki.
Studiował filozofię i historię na Uniwersytecie w Pradze. Po zdobyciu doktoratu udał się w podróż do Monachium, Drezna i Berlina. Wykładał m.in. na uniwersytecie w Pradze i Uniwersytecie w Bonn. W 1873 został profesorem w nowo powstałym Instytucie Historii Sztuki na Uniwersytecie w Lipsku. Istotne znaczenie miał wkład Springera w historię sztuki jako nauki akademickiej.

## Wybrane dzieła
- Kunsthistorische Briefe (1852-57)
- Die Baukunst des christlichen Mittelalters (1854)
- Handbuch der Kunstgeschichte (1855)
- Geschichte der bildenden Künste im 19:ten Jahrhundert (1858)
- Geschichte Oesierreichs seit dem Wienerfrieden (1863-65)
- Bilder aus der neueren Kunstgeschichte (1867)
- Rafael und Michel Angelo (1867)